# غادة هيكل
غادة هيكل هي كاتبة وقاصة وصحفية مصرية وُلدت بمحافظة القليوبية، وتخرجت في قسم التاريخ في كلية الآداب بجامعة الأزهر عام 1998، ثم حصلت على دبلوم في التربية وعلم النفس، وهي أحد مؤسسي جمعية مبدعي الغد، كما أنها عضو مؤسس بالاتحاد الدولي لعلوم الحضارة الإسلامية التابع لجمعية شمس النيل لعلوم الاهرام، وعضوعامل بالاتحاد العالمى للثقافة والادب.

## مسيرتها المهنية
عملت غادة هيكل كمحررة بجريدة عين الشعب، ثم عملت بشبكة مكة نيوز الإعلامية منذ عام 2019، كما كتبت المقالات المتخصصة والنصوص القصصية لعدد من الصحف والمجلات والمواقع الإلكترونية المحلية والعربية، ومن بينها جريدة أخبار اليوم، وجريدة أخبار الادب، وجريدة الأدب العربى، وجريدة عين الشعب، وجريدة نبض الشارع، ومجلة العربى الكويتية، ومجلة مبدعون، ومجلة مصر المحروسة، ومجلة منبر التحرير.

## كتاباتها ومؤلفاتها
ألّفت غادة هيكل العديد من المؤلفات التي تنوعت ما بين الروايات، والمجموعات القصصية، ومنها:
- محاولة فاشلة (مجموعة قصصية): صدرت عام 2014 عن مؤسسة حروف منثورة للنشر الإلكترونى.[2][3]
- لهن أحكى (مجموعة قصصية): صدرت عام 2014 عن دار العماد للنشر والتوزيع، وفازت بجائزة مركز عماد قطرى للإبداع في القصة، وكتب مقدمة المجموعة الكاتب موسى نجيب، وتضم المجموعة سبعين قصة قصيرة جدا حملت عناويناً مثل: «يسحبها رويدا»، و«كلهن حرائر»، و«وتعود اليه»، و«إما….وإما»، و«نبض»، و«فقد»، و«ضدان»، و«وريقات العمر»، و«الأرض»، و«ظلها»، و«رقابة»، و«رمال الحب»، و«بين قوسين»، و«مجون الجسد العارى»، و«قرط ذهبى»، و«وصية»، و«كنا هنا»، و«طفلتى الوحيدة»، و«الرزق يطرق بابك»، و«زفاف الوجيه».[4][5]
- يوميات باحث ميداني (رواية): صدر عام 2014 عن دار أطلس للنشر والتوزيع بالقاهرة.
- مونودراما الشر (مجموعة قصصية): صدرت عام 2014 عن الهيئة المصرية العامة للكتاب بالقاهرة.

كما شاركت في تأليف عدة مجموعات قصصية من أهمها:
- أشباح القرى الخشبية (مجموعة قصصية): صدرت عام 2015 عن دار بدائل للطبع والنشر والتوزيع بالقاهرة، وتضم المجموعة قصصًا لعدد من كتاب القصة الشباب من بينهم هديل خلوف، وإبراهيم حسين مصطفى، وغادة هيكل، وهدى عبد المحسن، وسامح هواري، ويوسف الشمرس.
- قصص عربية قصيرة جدا (مجموعة قصصية): صدرت عن مختبر السرديات بالإسكندرية.
- روائع وقمم (مجموعة قصصية): من إصدار حزب الدستور بورسعيد.
- كتاب حواديت (مجموعة قصصية): صدرت عن دار حواديت للنشر والتوزيع بالقاهرة.
- عنقود مشاعر (مجموعة قصصية): الصادرة عن مسابقة ابداع بالمنصورة.
- مرآة السرد (مجموعة قصصية): صدرت عن نادي القصة السعودي.

## الجوائز
حظيت غادة هيكل بتكريم العديد من الجهات المحلية والدولية، وحصلت على عدد من الجوائز من أهمها:
- جائزة مسابقة صلاح هلال للقصة.
- جائزة مركز عماد قطري للإبداع عن مجموعتها القصصية «لهن أحكي».
- جائزة القلم الحر في القصة من مهرجان القلم الحر للإبداع العربي.
- جائزة نادى القصة باسيوط في القصة القصيرة جدا.
- جائزة مجلة رؤية قلم للقصة.
- جائزة القصة من حزب الدستور.
- جائزة المركز الأول في القصة القصيرة من مهرجان ناشرون بالاردن.
- جائزة المركز الثاني في مسابقة مجلة همسة للقصة القصيرة.
- جائزة مسابقة دار بوك بوتيك للقلم المصري برعاية دار ببلومانيا للنشر والتوزيع عام 2019 عن روايتها «يوميات باحث ميداني».[6]